# NGC 2375
NGC 2375 este o galaxie spirală situată în constelația Gemenii. A fost descoperită în 20 februarie 1849 de către William Parsons, 3rd Earl of Rosse⁠(d). Se află la o distanță de 77,27 de megaparseci de Pământ.